# Gen (muzică)

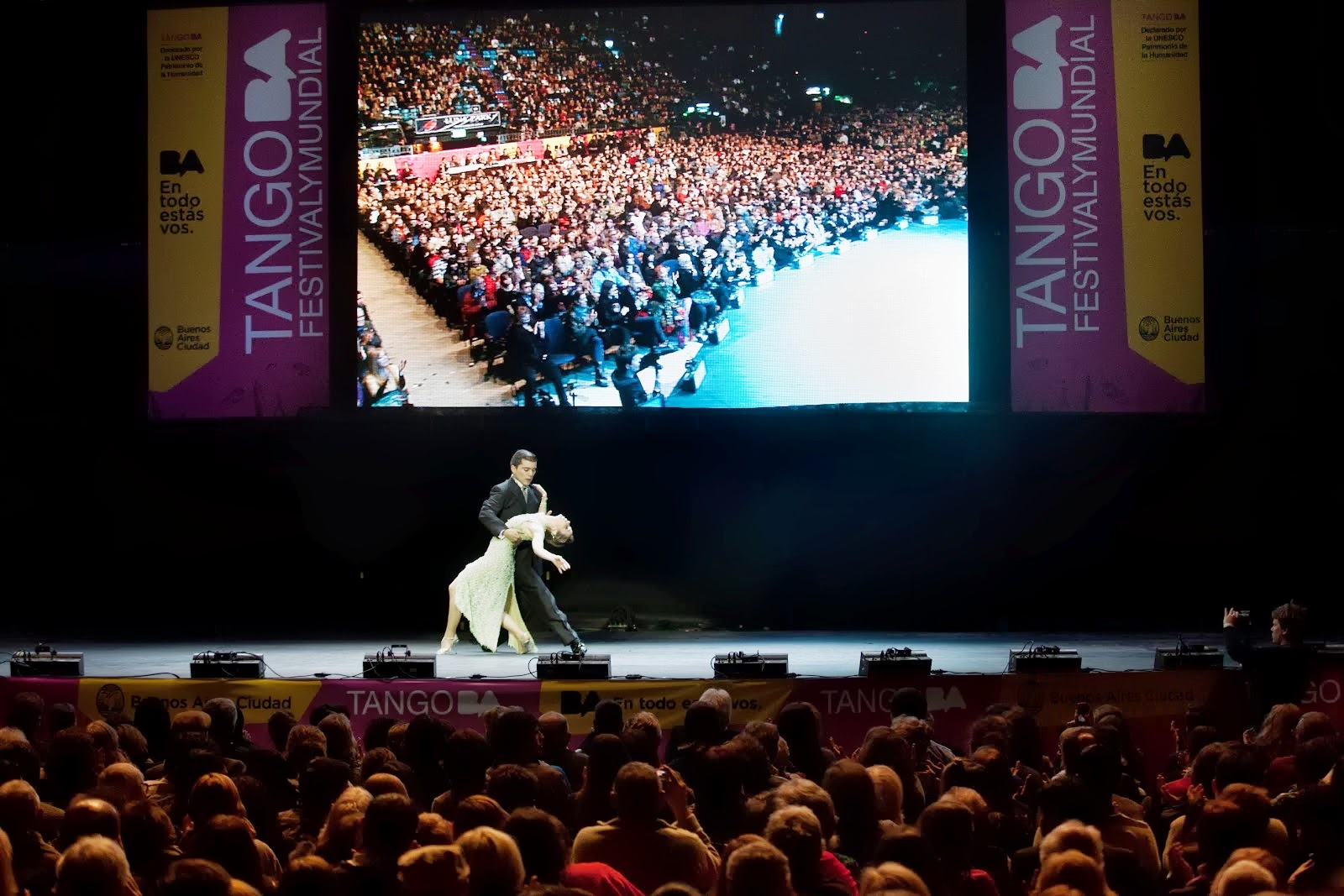
Tango

Un gen muzical reunește lucrări care abordează în mod asemănător melodia, armonia, ritmica, forma, orchestrația, textul literar (unde este cazul) și alte aspecte ale compoziției. O noțiune asemănătoare, cu un grad mai mic de generalitate, este stilul (al unei epoci, al unei școli, al unui autor).
În muzica cultă, noțiunea vizează în mod tradițional categoriile de compoziții ce urmează o schemă formală mai puțin strictă, remarcându-se în schimb prin trăsături orchestrale, melodice ș.a. De exemplu, sonata este considerată o formă (vezi forma de sonată), în vreme ce fuga sau concertul sunt genuri (fuga folosește procedee imitative într-un context formal destul de liber, iar concertul se remarcă în primul rând prin configurația orchestrală – unul sau mai multe instrumente soliste se află în dialog cu orchestra). Totuși, în ultimele decenii, accepțiunea de categorie a formei s-a folosit tot mai rar, iar denumirea de gen a ajuns să fie atribuită și formelor.
În muzica de consum, genul este rareori definit de structura formală (una dintre puținele excepții fiind dezvoltarea de tip repetitiv, întâlnită în genul hip-hop, în anumite ramuri ale muzicii electronice ș.a.); trăsături mai ușor de evidențiat precum orchestrația (în aproape toate genurile existente), armonia (de exemplu, în jazz), ritmica ș.a. sunt folosite pentru delimitarea genurilor. Muzica folclorică și cea religioasă furnizează cele mai vechi genuri de consum cunoscute (ele aveau un rol funcțional, ritual, „etic” și nu estetic); următoarele straturi aparțin muzicii ușoare și celei populare, apărute în perioade foarte apropiate.

## Muzică cultă

### Genuri de cameră
| Gen                   | Observații generale |
| --------------------- | --- |
| Bagatelă              | O compoziție scurtă, de obicei pentru pian, fără pretenții. |
| Cântec                | Scurtă compoziție vocală. |
| Chanson               | Cântec în tradiția franceză. Termenul, folosit din Evul Mediu, denotă o mare varietate de lucrări. |
| Fugă (muzică)         | Cea mai dezvoltată formă de contrapunct imitativ. |
| Lied                  | Liedul (germ. cântec), este o compoziție vocală cu acompaniament instrumental (de obicei, pian), a doua parte a unei simfonii sau o temă cu variațiuni. Haydn și Mozart au practicat ocazional noul gen. Beethoven îi dă caracterul de piesă vocală acompaniată la pian. Franz Schubert este maestrul genului și autor a sute de capodopere pe texte poetice. Pianul este deseori cel puțin la fel de expresiv ca și vocea. Începând cu Mahler, orchestra va înlocui în mod obișnuit pianul. |
| Melodie               | Versiunea liedului în tradiția franceză. |
| Menuet                | Menuetul este un vechi dans francez, în măsura de ¾ cu tempo moderat. Menuetul complet autonom sau în cadrul unei suite (Bach) sau sonate (Mozart) este destul de rar, el fiind de obicei a treia parte a unei simfonii (Haydn, Mozart, Beethoven). |
| Romanță (occidentală) | Lucrări vocale simple, melodioase, de la sfârșitul secolului al XVIII-lea, cu accompaniament de pian. |
| Rondo                 | Formă muzicală derivată dintr-un vechi cântec și dans în cerc francez, caracterizat prin alternarea refrenului cu diferite cuplete sau o temă cu variațiuni care reprezintă uneori a patra parte o unei simfonii. Se va impune ca formă foarte importantă ce organizează în special ultimele mișcări ale simfoniilor și sonatelor după principiul alternării aceluiași refren cu cuplete diferite. Totuși, diverse ansambluri de rondo-uri deosebit de reușite, în special ale lui Mozart sau Chopin, înscriu rondo-ul printre genurile muzicale. Mișcarea sa este rapidă iar expresia strălucitoare; numărul de cuplete nu este supus nici unei constângeri. Compozitorii pot alege orice instrument, cel mai adesea fiind preferat pianul (la două sau patru mâini). |
| Sonată                | Sonata poate fi o lucrare independentă sau prima parte a unei simfonii. Este o compoziție în formă de sonată, fiind bazată pe trei secțiuni: expoziție, dezvoltare, repriză. Expoziția constă în enunțarea a două teme diferite, contrastante. Dezvoltarea (angrenarea acestora într-un proces de confruntare a potențelor expresive) este urmată de readucerea sau ˝sinteza˝ lor (repriza) și uneori de o secțiune concluzivă (coda). |

### Genuri simfonice
| Gen           | Observații generale |
| ------------- | --- |
| Concert       | Concertul (lat. concertare, a lupta) este o lucrare compusă pentru un instrument solist și orchestră. A evoluat din diferite forme de lucrări folosind un singur instrument de-a lungul perioadei Baroc și la sfârșitul secolului al XVIII-lea desemna o lucrare formată permanent din trei mișcări sau părți (allegro-andante-allegro, repede-încet-repede). |
| Poem simfonic | Poemul simfonic este genul principal al muzicii cu program. Introdus în muzică de Frantz Liszt, această lucrare orchestrală are o singură mișcare în formă de sonată, lied, rondo sau formă liberă. |
| Simfonie      | Simfonia (gr. symfonia, acordare de voci) este o lucrare ciclică pentru orchestră, de regulă în patru parți (mișcări). Etimologia greacă trimite la noțiunile de simultaneitate și egalitate sonoră. Principiile de formă au fost stabilite de Haydn, numit “părintele simfoniei clasice”. |
| Suită         | Suita (fr. suite, succesiune, urmare) este alcatuită dintr-o succesiune de dansuri contrastante ca expresie (traduse sau nu coregrafic). Suita este înlocuită de casațiune, serenadă, etc. în a doua jumătate a secolului al XVIII-lea dar a atras atenția mai multor compozitori importanți (Debussy, Prokofiev) în secolul XX. |
| Uvertură      | Uvertura este o piesă orchestrală care “deschide” drama unei reprezentații de teatru muzical (aproape întotdeauna o operă sau un oratoriu). În secolele al XVII-lea și al XVIII-lea materialul muzical este aproape independent de cel dezvoltat în corpul lucrării. În a doua jumătate a secolului al XVIII-lea, în special la Mozart, uvertura se integrează acțiunii dramatice, de la care împrumută anumite teme și căreia îi caracterizează climatul sonor. Începând cu Beethoven, autor al 11 uverturi (dintre care 4 numai pentru “Fidelio”), uvertura capătă o reală autonomie și devine un gen practicat în mod obișnuit de compozitorii romantici fiind formată dintr-o singură parte, profilată ca un gen de muzică cu program. |

### Genuri vocale
| Gen      | Observații generale |
| -------- | --- |
| Madrigal | Gen coral cu text laic. |
| Motet    | Gen coral cu text (de obicei) sacru. Muzica corală este de obicei polifonică pe trei voci în Evul Mediu și pe patru voci în Renaștere. |

### Genuri vocal-simfonice și scenice
| Gen             | Observații generale |
| --------------- | --- |
| Muzică de balet | Genul se dezvoltă din a doua jumătate a secolului al XIX-lea, când baletul este “pe numere” (episoade succesive) clar delimitate de natura diferită a muzicii și a coregrafiei (fiecare număr poate fi prezentat separat). În contrast, înlănțuirea scenelor este continuă în baletul secolului XX. |
| Cantată         | Gen din perioada barocului. |
| Operă           | Originară în Italia, la începutul barocului (după 1600), opera reprezintă o lucrare dramatico-muzicală al cărei text este în întregime cântat cu sau fără acompaniament orchestral. Opera începe cu o uvertură sau preludiu care prezintă cadrul lucrării și uneori o parte din cele mai importante teme care vor fi dezvoltate ulterior. Interpreții (în arii solo, duete, recitative, etc.) îmbină arta vocală cu cea scenică, corurile și baletul completând uneori partitura. Stilul de interpretare în perioadele barocului și cea clasică a fost numit retroactiv ˝Bel Canto˝. În perioada romantică compozițiile sunt uneori pentru 6 voci. |

## Muzică de consum

### Genuri folclorice și religioase
| Gen             | Observații generale                                                                                                |
| --------------- | --- |
| Cânt            | O compoziție cu o singură linie monodică, fără acompaniament, utilizată în liturghiile ortodoxă și catolică.       |
| Colind          | Cântecele de Crăciun sunt o tradiție în mai multe țări. Repertoriul cel mai vechi și vast este în România.         |
| Doină           | Arie populară în caracter liric, melancolic, având cu o scriitură liberă. Numită și „cântec lung”.                 |
| Gospel          | Gen vocal cu originea în imnurile protestante interpretate de congregație.                                         |
| Negro spiritual | Muzică folclorică de factură religioasă creată de sclavii negri africani din sudul SUA începând de prin anii 1670. |

### Genuri moderne
| Gen                | Observații generale |
| ------------------ | --- |
| Blues              | Un gen de muzică (vocal și instrumental) originar în sudul Statelor Unite.                                                                                              |
| Calipso            | Un stil vocal cu acompaniament de percuție, originar din Trinidad. |
| Country            | Gen cu originea în sudul Statelor Unite, cu centrul în statul Tennessee; o formă locală de muzică populară.                                                             |
| Muzică disco       | Muzică de dans, populară din anii 1970, în metru 4/4. |
| Muzică electronică | Gen muzical interesat de inovațiile timbrale permise de dezvoltarea aparaturii electronice.                                                                             |
| Muzică etno        | Muzică populară contemporană din estul Europei. |
| Fado               | Gen muzical urban popular din Portugalia. |
| Muzică de fanfară  | Gen în stil militar. |
| Muzică de film     | Muzică de acompaniament la coloana sonoră a unui film. |
| Muzică folk        | Varianta modernizată în anii 1960 a repertoriului epic din folclorurile britanic și american și echivalentele create în alte țări.                                      |
| Funk               | Gen de virtuozitate, întrucâtva înrudit cu discoul și cu muzica soul, în care predomină elementul ritmic.                                                               |
| Rap                | Muzica culturii Hip Hop, dezvoltată în anii 1970–1980 ca variantă „albă” a genului reggae.                                                                              |
| Jazz               | O colecție eclectică de stiluri, cu originea în blues și bazate pe improvizație (inițial colectivă, mai târziu individuală).                                            |
| Muzică lăutărească | Muzica populară a populațiilor rome din estul Europei. |
| Manele             | Inițial un subgen lăutăresc, răspândirea intensă începând cu anii 1980 le-a transformat într-un gen pop-folk răspândit în România și în Balcani (sub diverse denumiri). |
| Merengue           | Un gen originar din Republica Dominicană în metru 2/4. |
| Muzică metal       | Inițial o ramură a genului rock, s-a desprins în anii 1970 prin tematică și sonorități sumbre, trimițând la primitiv. Ulterior s-a diversificat stilistic.              |
| Muzică pop         | Variantă comercială a muzicii de jazz (mai târziu, a muzicii rock). Se suprapune parțial cu muzica ușoară.                                                              |
| Muzică populară    | Adaptarea urbanizată (venită în contact cu muzica ușoară) a unor piese folclorice sau compoziții noi scrise în acest stil.                                              |
| Ragtime            | Gen muzical asemănător cu un marș sincopat. A pregătit apariția jazzului.                                                                                               |
| Reggae             | Muzică cu subiect social-politic originară din Caraibe. |
| Rhythm and blues   | Dezvoltat începând cu anii 1940, este o variantă urbanizată, comercială a muzicii blues.                                                                                |
| Muzică rock        | Apărută la jumătatea anilor 1960, este o continuare a genului rock and roll, permanent îmbogățită ca expresie până în zilele noastre.                                   |
| Rock and roll      | Popular în anii 1950-1960; influențat de rhythm and blues. Formă simplificată de jazz în care accentul se pune pe secția ritmică pentru a favoriza dansul.              |
| Samba              | Gen muzical asociat cu stilul de dans brazilian de același nume. Bossa Nova este o variantă care accentuează chitara acustică față de percuție.                         |
| Muzică de scenă    | Muzică de acompaniament pentru producții teatrale. |
| Muzică soul        | Gen cu text laic care împrumută stilul vocal pasional din muzica gospel.                                                                                                |
| Muzică ușoară      | Denumirea românească a repertoriului nepretențios, liric sau de dans, scris de regulă pentru voce cu acompaniament. Se suprapune parțial cu muzica pop.                 |

## Subgen muzical
Genuri noi pot apărea prin dezvoltarea de noi forme și stiluri de muzică, și de asemenea, pur și simplu prin crearea unei nou clasificări. Deși este conceput la crearea unui nou stil muzical să nu aibă nici o legătură cu genuri existente, stilurile noi apar de obicei sub influența genuri preexistente. Genealogia genurilor muzicale se reprezintă de multe ori sub forma unui grafic scris; întrucât noile genuri s-au dezvoltat sub influența celor mai vechi. În cazul în care două sau mai multe genuri existente influențează apariția unuia nou, se poate spune că a avut loc o fuziune dintre ele.